# ČSD-Baureihe M 250.0
Die Triebwagen der Baureihe M 250.0 (ab 1988: Baureihe 893 ab 1997: MVTV 3) der Tschechoslowakischen Staatsbahnen (ČSD) und der nachfolgenden Unternehmen waren vierachsige Dieseltriebwagen, die für die Netzinstandhaltung Verwendung fanden. Die Fahrzeuge basierten auf den Regionalverkehrstriebwagen der Reihe M 240.0.

## Geschichte
1971 bis 1972 wurden von Vagonka Tatra in Studénka insgesamt 30 Wagen für Normalspur an die damalige Československé státní dráhy (ČSD) geliefert. Die Fahrzeuge waren als Ergänzung für die auf der damaligen ČSD-Baureihe M 131.1 basierenden Reihe 890 bestimmt. Mit den Fahrzeuge konnten im mit 3 kV Gleichspannung elektrifizierten Netz und auf mit 25 kV Wechselspannung bei 50 Hz elektrifizierten Strecken Wartungsarbeiten an der Fahrleitung durchgeführt werden.
Die Triebwagen wurden als M 250.0 eingeordnet. 1988 wurden daraus mit der Einführung der EDV-Nummern die Reihe 893. Ab 1997 wurden die verbliebenen Triebwagen als Arbeitsfahrzeuge deklariert und erhielten die Bezeichnung MVTV 3. Sie dienten zur Kontrolle der Fahrleitungslage und auch deren Unterhaltung, außerdem wurden mit ihnen Transporte von Mitarbeitern und Überführungsfahrten durchgeführt. 2008 waren noch 12 Fahrzeuge vorhanden, von denen nur wenige im betriebsfähigen Zustand waren. Etwa ab 2010 gelten die Fahrzeuge als ausgemustert. Die letzten betriebsfähigen Fahrzeuge in der Slowakei waren in Spišská Nová Ves, Žilina und Vrútky beheimatet. Fahrzeuge der ehemaligen Reihe M 153.0 haben die Aufgaben übernommen.

### Konstruktion
Die Wagen sind von der ČSD-Baureihe M 240.0 abgeleitet. Der Wagenkasten ist in zwei Führerstände, eine Werkstatt, einen Umkleideraum und eine Toilette aufgeteilt. Die Innenräume werden mit Warmluft beheizt. Jeder Führerstand besitzt zwei Seitentüren, eine weitere Tür führt zu den Innenräumen. Der Werkstattraum hat auf jeder Seite eine doppelflügelige Schiebetür. Die Untersuchungskanzel des Fahrzeuges sitzt in der Fahrzeugmitte und ist über eine Treppe vom Werkstattraum erreichbar. Der Zugang zu den Arbeitsbühnen auf dem Dach erfolgt durch die Kanzel. Die kleinere Bühne war für die Arbeiten unter Wechselspannung 25 kV 50 Hz, die größere für Arbeiten unter Gleichspannung 3 kV bestimmt. Die größere Bühne verfügte über einen schwenkbaren Laufsteg.
Auf dem Dach befindet sich ein Einholmstromabnehmer als Messstromabnehmer. Neben der Arbeitsbühne sind Laufstege angebracht, die bis zu den Stirnseiten reichen. An den Stirnseiten der Fahrzeuge sind jeweils acht Scheinwerfer angebracht. Zu der Fahrzeugausstattung gehörte ein tragbares Notstromaggregat.
Die mit den Triebwagen der Reihe 820 identische Antriebsanlage ermöglichte eine kleinste Dauergeschwindigkeit von 8 km/h.